# Sanne Vogel
 (octobre 2018).
Si vous disposez d'ouvrages ou d'articles de référence ou si vous connaissez des sites web de qualité traitant du thème abordé ici, merci de compléter l'article en donnant les références utiles à sa vérifiabilité et en les liant à la section « Notes et références ».
Sanne Vogel, née le 10 avril 1984 à Nieuwegein, est une actrice, réalisatrice, scénariste, metteuse en scène et écrivaine néerlandaise.

## Filmographie
- 2005 : Dochter de Marleen Jonkman : Susanne
- 2013 : Loving Ibiza de Johan Nijenhuis[2]
- 2017 : Oh Baby de Thomas Acda : Madelief[3]
- 2017 : Voor Elkaar Gemaakt de Martijn Heijne[4]

### Réalisatrice et metteuse en scène
- 2010 : Mama : co-écrit avec Beri Shalmashi[5]
- 2011 : Kort[6]
- 2011 : Small[7]
- 2014 : Heart Street[8]
- 2016 : Brasserie Valentine[9]

## Livre
- 2008 : Het levenswerk van een talentloos meisje / druk 1